# Laudato si’
A Laudato si' – azaz ’Áldott légy’ – Ferenc pápa első önálló enciklikája, amely a közös otthon gondozása alcímet kapta. Az enciklika a pápa szándéka szerint elsősorban szociális témákról és a társadalmi igazságosság kérdéseiről szól, amelyek között jelentős szerep jut a környezetvédelemnek.

## Hivatalos közzétételének előzményei
A hivatalos közzététel 2015. június 18-án vatikáni idő szerint délelőtt 11 órakor történt az Új Szinódusi Aulában. Ezt megelőzően a Vatikán szóvivője hírül adta, hogy az olasz sajtó egy nem hivatalos változatot már közzétett, és tájékoztatott, hogy az nem a hivatalos változat, és a megjelenésig tartsák be a közzétételi embargót (pl. L'Espresso, La Republica). A L'Espressónak a kiszivárogtatásban kulcsszerepet játszó újságíróját, a neves vatikanista Sandro Magistert az események retorziójaként Federico Lombardi szóvívő határozatlan időre kizárta a Vatikán sajtótermében zajló eseményeken való részvételből.
Pedro Barreto Jimenez perui püspök jól ismeri a pápa ez irányú nézeteit, mert 2007-ben együtt fogalmazták az akkor még érsekként szolgáló Jorge Bergoglióval egy dokumentumot a latin-amerikai egyházi vezetőknek, melynek nagy része környezetvédelmi kérdéseket tárgyalt. Szerinte az enciklika inkább segélykiáltás a világ vezetőinek és a hívőknek, mint inkább teológiai alapvetés. Eduardo Aosta Scarel a La Plata-i katolikus egyetem  klimaváltozást oktató professzora úgy véli, nem a technikai vívmányok viszik előre a társadalmat, nem ment minket meg a tudomány, hanem az ha a társadalom erkölcsösen fejlődik vagy átalakul. A pápa az enciklika elkészítése közben szakértőkkel egyeztetett.

## Jelentősége
Az enciklika a természet értékének megbecsülésével foglalkozik, és sajátos jelentősége abban áll, hogy ráirányítja a hívők figyelmét a környezet elemeivel való bánásmódra, amiben még mindig a pénz játssza a főszerepet. Másrészt az enciklika megjelenésének időzítése is fontos abból a szempontból, hogy körülbelül fél évvel előzi meg az az ENSZ 2015. november 30. – december 21. között tervezett párizsi környezetvédelmi világkonferenciáját, melynek zárásakor mindenképp szükséges eljutni egy komoly lépéseket tartalmazó éghajlatváltozási keretegyezmény aláírásához. A pápa nem titkolt szándéka az enciklikával az erre irányuló erőfeszítések ösztönzése.
Az enciklika emberiségnek adott egyik fontos üzenete, hogy lépjünk ki az önpusztítás spiráljából.
Marcelo Sánchez Sorondo püspök, a Pápai Tudományos és Társadalomtudományi Akadémiák elnöke kiemelte, hogy a pápa szándéka szerint  az enciklika elsősorban szociális témákról és a társadalmi igazságosság kérdéseiről szól, amelyek között jelentős szerep jut a környezetvédelemnek. Ferenc pápa azért ír a környezetről, mert az is része Isten teremtésének, ezzel Assisi Szent Ferenc lelkületét idézi, aki a természetben a megváltás szépségét látja.

## Helye Ferenc pápa művei között
Bár XVI. Benedek pápa lemondása miatt átadta befejezésre utódjának, Ferenc pápának a Lumen fidei kezdetű enciklika gyakorlatilag már kész kéziratát, amely így már az új pápa neve alatt jelent meg, és a "négykezes" jelzőt kapta, azonban Ferenc pápa nyilatkozata szerint ahhoz ő csak kisebb kiegészítéseket tett hozzá. Így Ferenc pápa első saját enciklikájának a Laudato si'  tekinthető.
Ferenc pápa első nagyobb terjedelmű, tanító jellegű pápai írása a 2013. november 26-án megjelent Evangelii gaudium, amely azonban nem enciklika, hanem szinódus utáni apostoli buzdítás.

## Tartalma
A címként szolgáló Laudato si' kezdőszavak utalnak Assisi Szent Ferenc 1225-ben költött Naphimnuszára, mely egy a Teremtőt dicsőítő himnusz, és ebben nyolc alkalommal található meg az „áldott légy” kifejezés, mint megszólító köszönet a teremtés ajándékaiért. A Naphimnusz kivételes alázattal, szeretettel fordul a természeti elemek felé. Az egyházfő körlevele a világ sokakat érintő ökológiai kérdéseit az egyházi tanítás kiemelt helyére emelte.
Az enciklika első fejezete összefoglalja a mai kor tudományos problémáit (a víz, a biodiverzitás, a klímaváltozás és az ökológiai adósság témájának), melyeknek a pápa szerint mindenki személyes problémájává kell válniuk. A második fejezet bibliai szövegrészekből vezeti le a teremtésvédelem felelősségét. A harmadik fejezetben a Ferenc pápa bemutatja, hogy a problémák oka az, hogy a világot vezető technokrata uralom értelmében az ember mindent le akar igázni és ezt meg kell változtatni. A negyedik fejezet a nemzedékek közötti és a nemzedékeken belüli újfajta szolidaritás fontosságára hívja fel a figyelmet. Az enciklika ötödik fejezete megadja a választ a felvetett kérdésekre: ki kell lépni az önpusztítás spiráljából, és felelősséggel teli emberekké kell válni a pápa szerint, aki a záró fejezetben az ökológiai spiritualitásra épülő művelés és nevelés szükségességét emeli ki.